# Spie
Spie – część wsi Wilcza Wola w Polsce, położona w województwie podkarpackim, w powiecie kolbuszowskim, w gminie Dzikowiec. Spie mają status sołectwa, które jest drugim sołectwem we wsi Wilcza Wola.
Wilcza Wola-Spie są siedzibą rzymskokatolickiej parafii św. Michała Archanioła należącej do dekanatu Raniżów w diecezji sandomierskiej. Zabytkowy murowany kościół został wzniesiony w roku 1879 i odbudowany po pożarze w latach 1899-1905.
W latach 1975–1998 Spie należały administracyjnie do województwa rzeszowskiego.